# Dracontium iquitense
Dracontium iquitense là một loài thực vật có hoa trong họ Ráy (Araceae). Loài này được E.C.Morgan & J.A.Sperling mô tả khoa học đầu tiên năm 2007.